# Tpig
Tpig (russisch Тпиг, aghulisch Типагъ) ist ein Dorf (selo) in der Republik Dagestan in Russland mit 2730 Einwohnern (Stand 14. Oktober 2010).

## Geographie

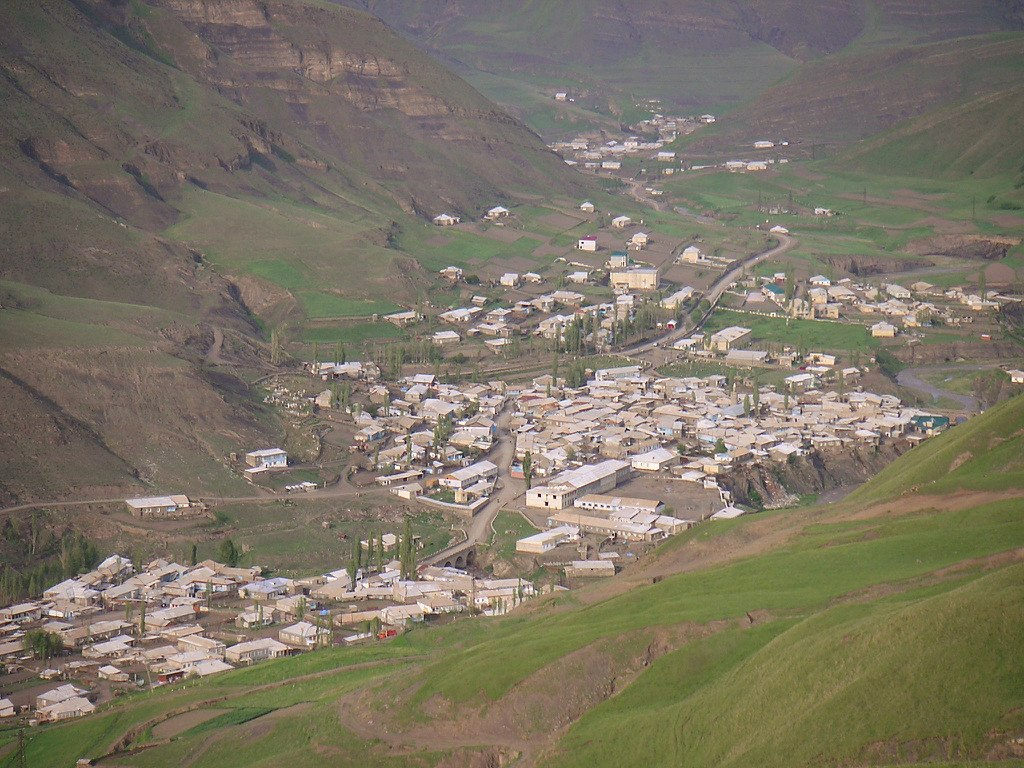
Blick auf Tpig

Der Ort liegt gut 130 km Luftlinie südlich der Republikhauptstadt Machatschkala im östlichen Teil des Großen Kaukasus. Er befindet sich bei der Mündung des Garuchruch in den Tschiragtschai im Flusssystem des Samur.
Tpig ist Verwaltungszentrum des Rajons Agulski sowie Sitz und einzige Ortschaft der Landgemeinde (selskoje posselenije) Selo Tpig. Der Ort ist fast ausschließlich von Aguliern bewohnt.

## Geschichte
Das Dorf bestand in Form mehrerer kleinerer Ansiedlungen bereits im 12. Jahrhundert, wurde während der Mongoleninvasion zerstört und bis Mitte des 14. Jahrhunderts durch Einwohner des früheren Dorfes Suleran-Chür neu besiedelt. Ende des 18. Jahrhunderts kam es zum Khanat Kasikumuch mit Sitz im knapp 60 km nordwestlich gelegenen Kumuch, 1812 zum vom Russischen Reich protegierten Kjuri-Khanat mit Hauptstadt in Kurach 25 km südöstlich, bewahrte aber eine gewisse Eigenständigkeit. Nach dem offiziellen Anschluss des Khanats an das Russische Reich im Resultat des Kaukasuskrieges 1864 kam Tpig zum Kjurinski Okrug (mit Sitz in Kassumkent) der 1861 gebildeten Oblast Dagestan. Gegen Ende des 19. Jahrhunderts wurde das Dorf innerhalb des Okrug Sitz eines Agulischen Abschnitts (Agulski utschastok).
Im Rahmen der administrativen Umgestaltung der 1921 gegründeten Dagestanischen ASSR ging der Abschnitt zunächst am 22. November 1928 im Kurachski kanton (ab 3. Juni 1929 Rajon) auf. Am 1. September 1934 wurde aus dem agulischen Siedlungsgebiet des Kurachski rajon und kleinerer angrenzender Gebiete wieder ein Agulischer Nationalrajon (Agulski nazionalny rajon) mit Sitz in Tpig gebildet und Ende der 1930er-Jahre in den heutigen gewöhnlichen Rajon umgewandelt.

### Bevölkerungsentwicklung
| Jahr | Einwohner |
| ---- | --------- |
| 1897 | 804       |
| 1939 | 1300      |
| 1959 | 1425      |
| 1970 | 1761      |
| 1979 | 1864      |
| 1989 | 1689      |
| 2002 | 2637      |
| 2010 | 2730      |

Anmerkung: Volkszählungsdaten

## Verkehr
Das Dorf liegt an der Regionalstraße 82K-009, die in Sowetskoje von  der föderalen Fernstraße R217 Kawkas (ehemals M29, Teil der Europastraße 119) abzweigt, im zentralen Gebirgsteil der Republik durch die Rajonzentren Kassumkent und Chiw sowie von Tpig weiter durch Watschi, Kumuch und Gergebil verläuft.
Die nächstgelegene Bahnstation befindet sich etwa 70 km östlich in Belidschi an der Strecke Rostow am Don – Machatschkala – Baku.